# Бака (лайка)
Бака (яп. 馬鹿, ばか, バカ, бака) — найпоширеніша в сучасній японській мові лайка зі значеннями «дурень», «бовдур», «ідіот», а також «дурник», у зменшувально-пестливій формі.
Є частиною жаргону отаку не тільки в Японії, а й в інших країнах.
За часів Другої світової війни слово бака використовувалося в розмовній мові американських військових для позначення літака-снаряда («крилатої бомби»), керованого пілотом-смертником.

## Етимологія

Кандзі 馬鹿

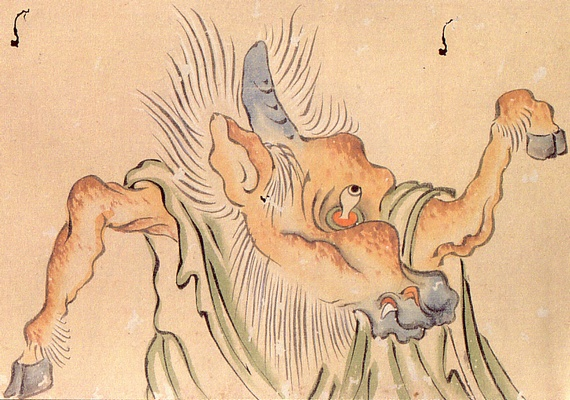
Мумасіка (馬鹿) на ілюстрації Яко Емакі (1832).

Спочатку поєднання ієрогліфів 馬鹿 запозичене з китайської, де має значення «благородний олень». У сучасній японській мові ці кандзі використовуються як атедзі і не несуть смислового навантаження.
Серед дослідників немає єдиної думки щодо походження слова. Однак найбільш поширені дві гіпотези:
- Перша — літературна алюзія на історичну подію, описувану в китайській ідіомі «вказуючи на оленя, називати його конем» (кит. трад. 指鹿為馬, піньїнь: zhǐ-lù wéi-mǎ), яка також стала японським фразеологізмом (сіка о сасіте ума то насу (яп. 鹿を指して馬と為す)) . Ця приказка бере свій початок в історії про Чжао Гао, відомого своїм поганим ім'ям євнуха часів правління Цінь Шихуанді, який змусив спадкоємця Ерші Хуана вчинити самогубство. У «Історичних записах» (Ши-цзі) описується випадок, коли Чжао Гао вигадав спосіб перевірити вірність придворних:[5]|  | Задумавши переворот, Чжао Гао боявся, що деякі придворні не підкоряться його наказам. Тому він вирішив спочатку перевірити їх. Він наказав привести оленя і представив його імператору, назвавши його конем. Ерші Хуан засміявся і сказав: «Можливо, радник помиляється, називаючи оленя конем?» І запитав усіх, хто був поруч. Дехто мовчав, інші, сподіваючись на прихильність Чжао Гао, заявили, що це кінь, а інші сказали, що це без сумніву олень. Пізніше Чжао таємно покарав усіх, хто визнав правду, засудивши їх за різні злочини. Після цього чиновники смертельно боялися євнуха. |
- Існує також версія, що «бака» походить від санскритського слова moha (慕何, «дурний») або mahallaka (摩訶羅, «тупий»).